# Jack Chambers (Politiker)

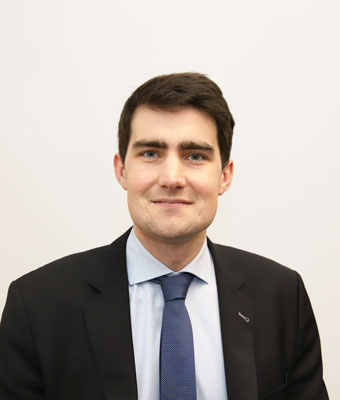
Jack Chambers (2020)

Jack Chambers (* 21. November 1990 in Galway) ist ein irischer Politiker der Fianna Fáil, der seit 2016 Mitglied (Teachta Dála) des Dáil Éireann, des Unterhauses des Parlaments (Oireachtas), ist. 

## Leben
Jack Chambers wuchs in Dublin auf. Nachdem Abschluss am Belvedere College studierte er Politik- und Rechtswissenschaften am Trinity College Dublin. Dem schloss sich ein Studium am Royal College of Surgeons in Ireland an, das er nach zwischenzeitlicher Unterbrechung 2020 abschloss. 
2014 wurde er in den Fingal County Council gewählt. 2015 wurde er zum Deputy Mayor des County. Er trat dann bei den Wahlen zum Dáil Éireann 2016 im Wahlkreis Dublin West an. Er war der jüngste Abgeordnete im Dáil Éireann. Bei den Wahlen am 8. Februar 2020 konnte er seinen Erfolg wiederholen.
Die nur kurze Berufung zum Staatsminister im Ministerium für Finanzen war dem Skandal um Barry Cowen im Juli 2020 geschuldet. Weil Dara Calleary in das Landwirtschaftsministerium nachrückte, wurde Chambers von Taoiseach Micheál Martin zum Government Chief Whip und zum Staatsminister für Sport und der Gaeltacht ernannt. Am 17. November 2020 wurde Chambers noch zusätzlich Staatsminister im Verteidigungsministerium. Diese Position ist regelmäßig mit der Government Chief Whip verknüpft. Nachdem Leo Varadkar die Regierungsgeschäfte wieder übernommen hatte (Regierung Varadkar II), wurde Chambers zum Staatsminister im Verkehrsministerium für Straßenverkehr und Logistik und Staatsminister im Umweltministerium für Postangelegenheiten.
Am 26. Juni 2024 wurde er zum Finanzminister Irlands ernannt. Auch bei den Wahlen 2024 war er erfolgreich. In der Regierung Martin II wurde er zum Minister für öffentliche Ausgaben, den nationalen Entwicklungsplan und Digitalisierung ernannt. 
Mit einer Pressemitteilung vom 14. Januar 2024 bekannte sich Chambers als homosexuell.